# Renzo Caramaschi

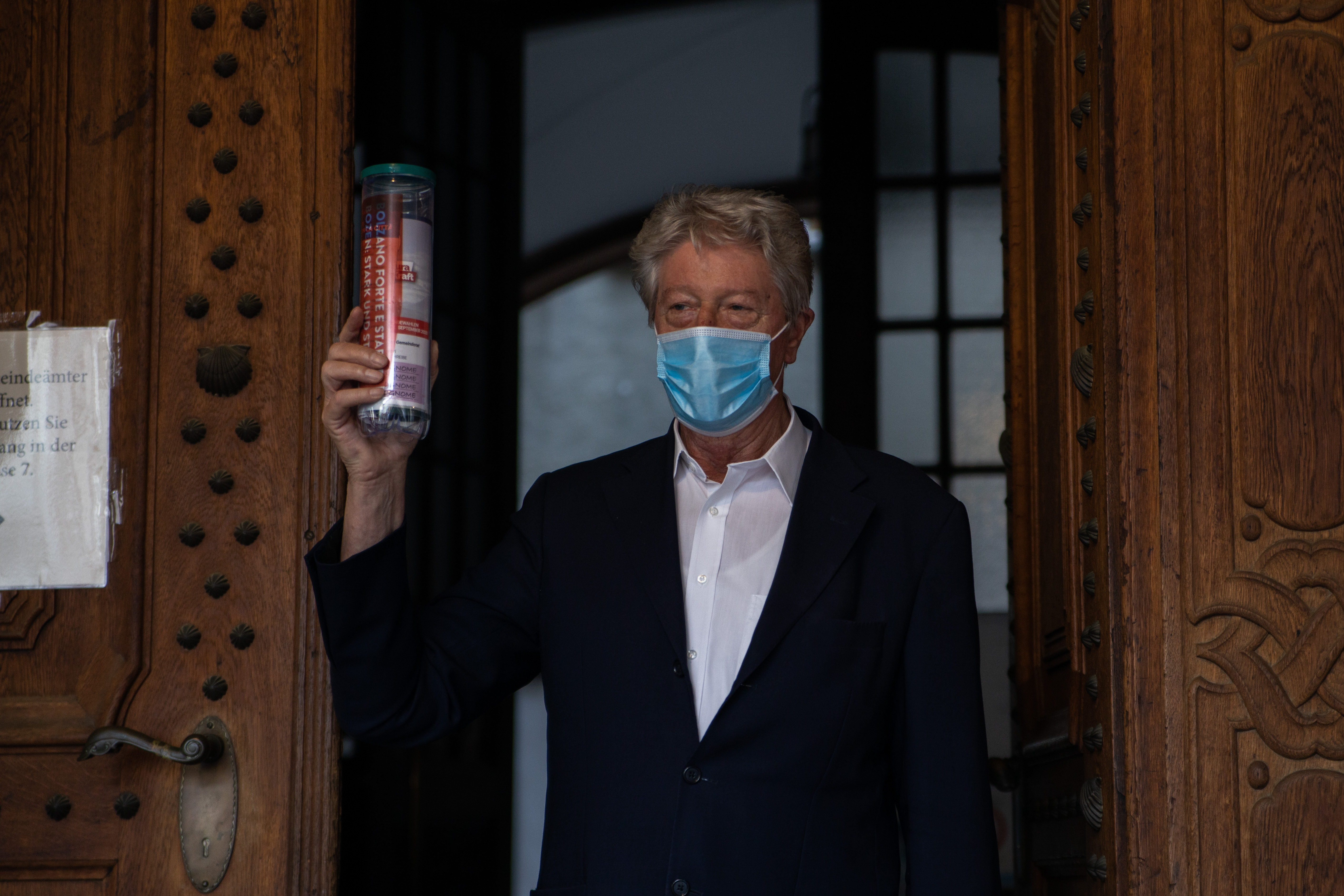
Renzo Caramaschi mentre tiene in mano il programma di coalizione delle elezioni 2020

Renzo Caramaschi (Bolzano, 4 marzo 1946) è un politico italiano, sindaco di Bolzano dal 2016 al 2025.

## Biografia
Renzo Caramaschi si è laureato in economia e commercio presso l'Università di Padova nel 1969 con una tesi dal titolo Innovazione ed organizzazione aziendale, svolta in collaborazione con il MIT di Boston.
Nel 1971 ha iniziato la sua carriera nell'amministrazione comunale di Bolzano, dove, a partire dal 2001 ha ricoperto l'incarico di direttore generale, fino al pensionamento avvenuto a fine 2009.
Legato da un rapporto di amicizia a Claudio Abbado, si è speso per lo sviluppo dell'Accademia Gustav Mahler e dell'Orchestra giovanile europea fondate a Bolzano dal maestro.
Appassionato di escursionismo, ha scritto due volumi dedicati all'Alto Adige. Inoltre ha pubblicato otto romanzi,  uno dei quali, Di gelo e di sangue, ha ricevuto la menzione della giuria al Premio Mario Rigoni Stern 2016.

### Sindaco di Bolzano
Nel novembre 2015 Renzo Caramaschi si è candidato alla carica di sindaco di Bolzano con il centro-sinistra. Vinte le elezioni primarie, è stato il candidato della coalizione per le elezioni comunali del 2016.
Al primo turno è risultato il candidato più votato con il 22,32% dei voti, contro il 18,39% del secondo, il candidato del centro-destra Mario Tagnin; in vista del secondo turno ottenne il formale apparentamento con la Südtiroler Volkspartei e l'appoggio informale dei Verdi dell'Alto Adige congiuntamente alla lista civica Projekt Bozen, e di Angelo Gennaccaro con la sua civica "Io sto con Bolzano", risultando poi eletto al ballottaggio col 55,27%.
Nel 2020 si ricandida alla carica di sindaco con un'ampia coalizione di centro-sinistra, composta dalla Lista civica con Caramaschi, dal Partito Democratico, da Sinistra Unita, dai Verdi e da Italia Viva, ma senza incassare l'appoggio della Südtiroler Volkspartei e della civica Io sto con Bolzano, che erano parte della maggioranza nella consiliatura precedente. Caramaschi ottiene al primo turno il 33,9% dei voti, contro il 33,1% del candidato del centro-destra, Roberto Zanin, battendolo poi, dopo aver incassato l'apparentamento con la SVP e il sostegno pubblico del presidente della giunta provinciale Arno Kompatscher, anche al ballottaggio con il 57,18%.

## Opere
- Per malghe e rifugi in Alto Adige, Raetia, Bolzano, 2009, ISBN 978-88-7283-320-9
- Tra i monti della Valle Aurina, Raetia, Bolzano, 2012, ISBN 978-88-7283-416-9
- Il segno del ritorno, Mursia, Milano, 2014, ISBN 978-88-425-5340-3
- Di gelo e di sangue, Mursia, Milano, 2015, ISBN 978-88-425-5577-3
- Un soffio di libertà, Mursia, Milano 2016, ISBN 978-88-425-5698-5
- Niente sponda di fiume, Mursia, Milano 2017, ISBN 978-88-425-5818-7
- La memoria dei silenzi, Mursia, Milano 2018, ISBN 88-425-5885-0
- Il sigillo d'ambra, Mursia, Milano 2018, ISBN 978-88-425-5977-1
- Vento di mare, brezza di terra, Mursia, Milano 2019, ISBN 978-88-425-6156-9
- Ondulati orizzonti, Mursia, Milano 2020, ISBN 978-88-425-6297-9
- L'illusione del regno, Mursia, Milano 2022, ISBN 978-88-425-6459-1
- Vento di mare brezza di terra, Mursia, Milano 2022, ISBN 978-88-425-6157-6
- Le cicogne volavano basse, Mursia, Milano 2023, ISBN 978-88-425-66106
- I sogni non sono proibiti, Mursia, Milano, 2024, ISBN 978-88-42567-8-37